# Birds in the Trap Sing McKnight
Birds in the Trap Sing McKnight è il secondo album in studio del rapper statunitense Travis Scott, pubblicato il 2 settembre 2016.

## Descrizione
Il progetto è stato prodotto dallo Travis Scott stesso con la partecipazione di diversi produttori, tra cui Mike Dean, Boi-1da, Hit-Boy, Cashmere Cat, Frank Dukes, Murda Beatz, Nav, TM88, WondaGurl, Allen Ritter e i Cubeatz. Inoltre, sono presenti i featuring non accreditati di numerosi artisti, tra cui Kendrick Lamar, André 3000, The Weeknd, Young Thug, Kid Cudi, 21 Savage, Quavo, Nav, Cassie e Blac Youngsta.

## Tracce
1. The Ends – 3:21 (Jacques Webster II, André Benjamin, Anderson Hernandez, Jahmar Carter, Ebony Oshunrinde)
2. Way Back – 4:32 (Webster, Scott Mescudi, Kasseem Dean, Chauncey Hollis Jr., Carlton Mays, Magnus Høiberg, Brittany Hazzard, Larry Jacks Jr., Mike Dean, Rogét Chahayed)
3. Coordinate – 3:46 (Webster, Sammie Benson, Tauren Strickland, Bryan Simmons, Tim Gomringer, Kevin Gomringer)
4. Through the Late Night – 4:46 (Webster, Mescudi, Oladipo Omishore, Ronald LaTour, T. Gomringer, K. Gomringer)
5. Beibs in the Trap – 3:33 (Webster, Navraj Goraya, Amir Esmailian)
6. SDP Interlude – 3:11 (Webster, Cassie Ventura, Ricci Riera, Caroline Polachek, Ernest Greene)
7. Sweet Sweet – 3:42 (Webster, Shane Lindstrom, T. Gomringer, K. Gominger, Dean)
8. Outside – 2:56 (Webster, Shayaa Abraham-Joseph, Lindstrom, T. Gomringer, K. Gomringer, Dean)
9. Goosebumps – 4:03 (Webster, Kendrick Duckworth, Brock Korsan, LaTour, T. Gomringer, K. Gomringer, Daveon Jackson)
10. First Take – 5:13 (Webster, Bryson Tiller, Billy Garcia, Travis Peterson, Mandell Strawter, Sy Brockington, Melvin Hough II, Rivelino Wouter)
11. Pick Up the Phone (con Young Thug) – 4:12 (Webster, Jeffery Williams, Quavious Marshall, Adam Feeney, Hernandez, Hazzard, Allen Ritter, Dean)
12. Lose – 3:20 (Webster, Ventura, Hazzard, Hernandez, Feeney, Dean, Ritter)
13. Guidance – 3:27 (Webster, Kashief Hanson, Darren Fraser)
14. Wonderful – 3:36 (Webster, Abel Tesfaye, Matthew Samuels, Dean, Tyler Williams)

Note
- The Ends contiene vocali non accreditati di André 3000
- Way Back contiene vocali non accreditati di Kid Cudi e Swizz Beatz
- Coordinate contiene vocali non accreditati di Blac Youngsta
- Through the Late Night contiene vocali non accreditati di Kid Cudi
- Beibs in the Trap contiene vocali non accreditati di Nav
- SDP Interlude contiene vocali non accreditati di Cassie
- Outside contiene vocali non accreditati di 21 Savage
- Goosebumps contiene vocali non accreditati di Kendrick Lamar
- First Take contiene vocali non accreditati di Bryson Tiller
- Pick Up the Phone contiene vocali non accreditati di Quavo
- Lose contiene vocali non accreditati di Cassie
- Guidance contiene vocali non accreditati di K. Forest
- Wonderful contiene vocali non accreditati di The Weeknd

## Classifiche

### Classifiche settimanali
| Classifica (2016-24) | Posizione massima |
| -------------------- | ----------------- |
| Australia            | 10                |
| Belgio (Fiandre)     | 28                |
| Belgio (Vallonia)    | 52                |
| Canada               | 2                 |
| Danimarca            | 17                |
| Estonia              | 19                |
| Finlandia            | 37                |
| Francia              | 37                |
| Grecia               | 11                |
| Italia               | 17                |
| Nuova Zelanda        | 10                |
| Norvegia             | 17                |
| Paesi Bassi          | 29                |
| Polonia              | 51                |
| Regno Unito          | 19                |
| Scozia               | 58                |
| Stati Uniti          | 1                 |
| Svezia               | 46                |

### Classifiche di fine anno
| Classifica (2016) | Posizione |
| ----------------- | --------- |
| Stati Uniti       | 102       |
| Classifica (2017) | Posizione |
| Canada            | 27        |
| Danimarca         | 28        |
| Islanda           | 28        |
| Stati Uniti       | 18        |
| Classifica (2018) | Posizione |
| Danimarca         | 77        |
| Islanda           | 65        |
| Stati Uniti       | 73        |
| Classifica (2019) | Posizione |
| Danimarca         | 100       |
| Islanda           | 72        |
| Stati Uniti       | 115       |
| Classifica (2020) | Posizione |
| Danimarca         | 85        |
| Stati Uniti       | 109       |
| Classifica (2021) | Posizione |
| Stati Uniti       | 128       |

### Classifiche di fine decennio
| Classifica (2010-19) | Posizione |
| -------------------- | --------- |
| Stati Uniti          | 112       |